# Kefauver-Hearings

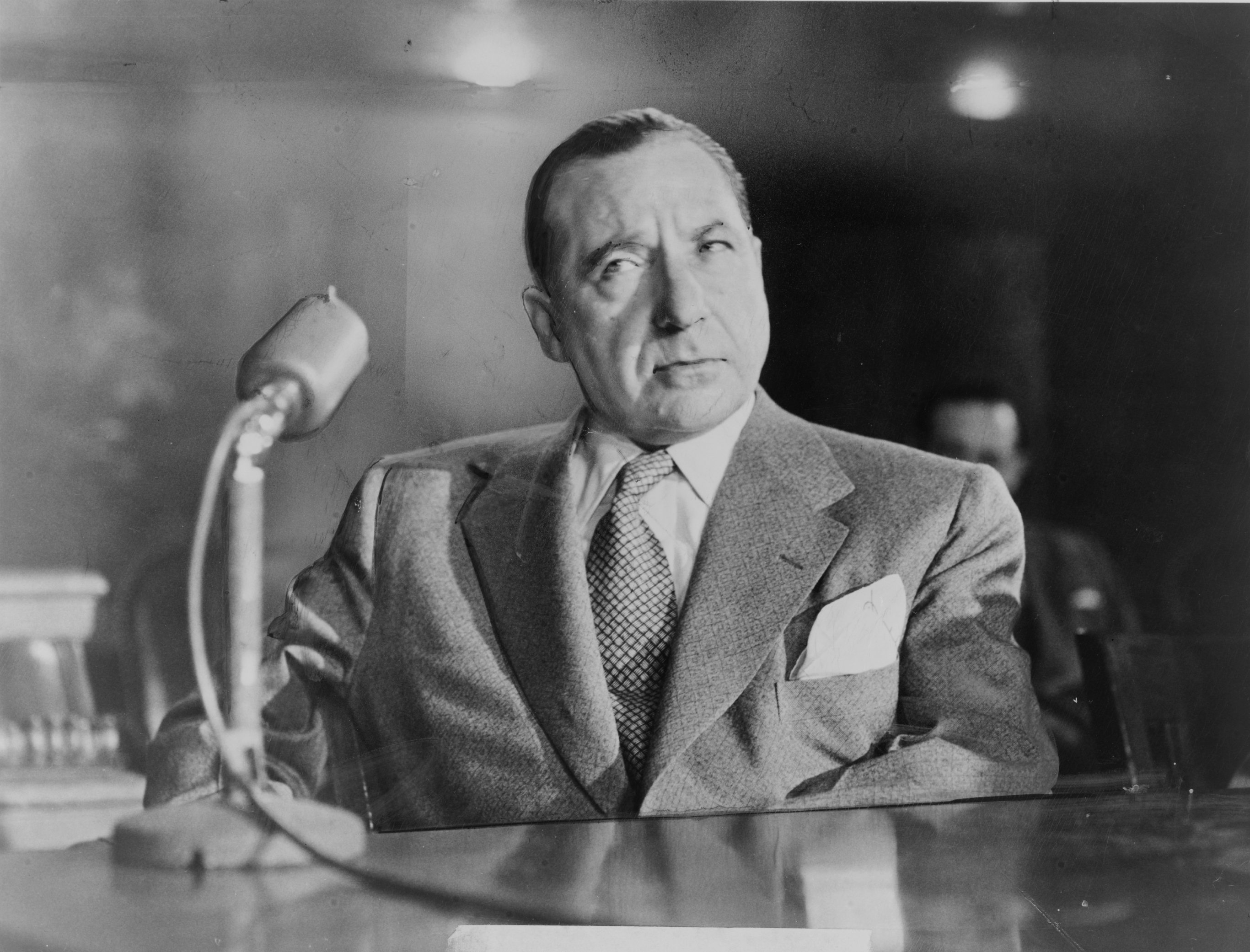
Frank Costello bei seiner Aussage vor dem Ausschuss

Die Kefauver-Hearings bezeichnen einen Vorgang zur Bekämpfung des Verbrechens (speziell der Organisierten Kriminalität) in den Jahren 1950/1951 in den Vereinigten Staaten. Die Untersuchungen wurden nach dem demokratischen Politiker Estes Kefauver benannt, der Vorsitzender des Senate Special Committee to Investigate Crime in Interstate Commerce war.
Allerdings leitete Kefauver danach noch weitere Hearings („Anhörungen“); (siehe z. B. 1954 Comics Code) und spätere Aktivitäten des Senate Special Committee – nach dem Tod von Kefauver 1963 – werden als Untersuchungen des „Kefauver Committees“ bezeichnet.

## Organisierte Kriminalität 1950/1951

### Vorgang
Ziel des Komitees, das aus US-Senatoren gebildet wurde, war es, Informationen über das organisierte Verbrechen einzuholen und Vorschläge zur Bekämpfung zu unterbreiten. Die Ausschussmitglieder bereisten das ganze Land auf der Suche nach Korruption und der Verschmelzung von Politik und Gangstertum. Die Ermittlungen sorgten in den Vereinigten Staaten für großes Aufsehen, was noch dadurch verstärkt wurde, dass dies die erste Senatsuntersuchung war, die im US-Fernsehen übertragen wurde.
Der Ausschuss konzentrierte sich bei seinen Ermittlungen ausschließlich auf die italo-amerikanischen Mafia in den USA und nicht auf andere Syndikate, was ihm später zum Vorwurf gemacht wurde. Allerdings wurden auch Assoziierte („Associates“) der Italo-Amerikaner wie Meyer Lansky und Moe Sedway vor das Komitee geladen, die als Nicht-Italiener nie Vollmitglied der amerikanischen Cosa Nostra werden konnten und über eigene Strukturen verfügten, weshalb sie heute als eigenständige ethnische Verbrechergruppe (Kosher Nostra) klassifiziert werden.
Willie Moretti gab am 13. Dezember 1950 in seiner Befragung die Existenz der Mafia in den USA zu. Allerdings sagten nicht nur vorgeladene Verdächtige vor dem Komitee aus; so bezeichnete Polizei-Superintendent George F. Richardson in seiner Aussage im Jahr 1951 Harry Rosen und dessen Stellvertreter William „Willie“ Weisberg als führende Mobster im illegalen Glücksspiel.
Auch andere Berufsverbrecher waren nicht zu den Hearings vorgeladen worden, wurden aber ebenfalls namentlich benannt; so war die kriminelle Dominanz von Nicholas Civella, dem Boss der Civella-Familie (Kansas City Crime Family) nicht unbemerkt geblieben und er wurde als kriminelles Subjekt bezeichnet.
Die Anhörungen wurden durchaus hart geführt und auch die mitgebrachten Anwälte der vorgeladenen Personen hatten einen schweren Stand.

“If I were Council and this dirty rat came in, I would say: ‘You’re entiteled to representation but you can’t get it from me. I will have no fellowship with you. Get out of my office and find your representaion somewhere else.’”

„Wenn ich ein Berater wäre und diese dreckige Ratte hereinkäme, würde ich sagen: ‚Sie haben Anspruch auf [anwaltliche] Vertretung, aber von mir können sie die nicht bekommen. Ich möchte nicht mit Ihnen in Verbindung stehen. Verlassen Sie mein Büro und suchen sich irgendwoanders ihre Vertretung.‘“

Ende April 1951 legte Kefauver seinen abschließenden Bericht vor.

### Folgen
Aufgrund der Vorschläge des Komitees wurden neue Gesetze erlassen, welche die Bekämpfung des National Crime Syndicate erleichtern sollten.
Einer der Erfolge der Kefauver-Hearings war jedoch, dass J. Edgar Hoover und das FBI fortan das Vorhandensein der Organisierten Kriminalität anerkannten und nicht weiter leugnen konnten. Am 27. November 1957 verkündete Hoover das „Top Hoodlum Program“.
Der Mobster Mickey Cohen wurde nach seiner Vorladung 1950 wegen Steuerhinterziehung für vier Jahre inhaftiert; er avancierte nach seiner Haft zu einer internationalen Berühmtheit, da er Gegenstand zahlreicher Zeitungsartikel wurde; er trat z. B. in der Fernsehshow des Journalisten Mike Wallace auf.
Willie Moretti, Underboss der Genovese-Familie, wurde am 4. Oktober 1951 in einem Restaurant in Cliffside Park in New Jersey von drei Killern Albert Anastasias erschossen, da sein Verhalten als Bruch der Omertà gewertet wurde und weitere Aussagen unterbunden werden sollten.
Auch andere Ausschüsse waren um Aufklärung in ähnlicher Weise bemüht. 1975 befasste sich der – durch den Abgeordneten der Demokraten Frank Church geleitete – „Sonderausschuss des US-Senats zur Untersuchung des Regierungshandelns mit Bezug zu Aktivitäten der Nachrichtendienste (United States Senate Select Committee to Study Governmental Operations with Respect to Intelligence Activities)“ insbesondere mit der Verbindung von Politik und Verbrechen. Als Sam Giancana eine Vorladung vor dieses auch Church Committee genannte Gremium erhielt, wurde der ehemalige Boss des Chicago Outfit ermordet, bevor er seinen Ladungstermin nachkommen konnte.
Als in den 1980er Jahren durch die italienische Justiz die Maxi-Prozesse gegen die originäre sizilianische Cosa Nostra organisiert wurden, geschah dies nach Vorbild des Komitees von Kefauver und dessen Anhörungen.

## Comics Code 1954
1954 wurden Anhörungen vor dem „Senate Subcommittee on Juvenile Delinquency“ durchgeführt, welche negative Auswirkung von Gewalt und Sex in den Medien, insbesondere in Comics untersuchen sollte, weshalb diese Anhörungen auch als „Comics Code“ bekannt wurden.
Vor allem Horror-Comics, sogenannte Crime-Comics und die Darstellung von Sex waren Untersuchungsobjekte. Kefauver befragte Mitarbeiter von Comicverlagen, so auch den Herausgeber Bill Gaines, der mit Comics wie „Geschichten aus der Gruft“ sehr erfolgreich war. Kefauver konfrontierte den Verleger mit dem Titelblatt von „Crime SuspenStories 22“, auf dem der Ausschnitt eines Mannes zu sehen ist, welcher in einer Hand eine blutige Axt und in der anderen einen abgeschlagenen Frauenkopf hält.
Außerdem wurden z. B. das Pin-Up Bettie Page und Irving Klaw vorgeladen und aufgefordert, ihre Fotografien zu erläutern.

### Folgen
Durch die Ausstrahlung wurde erneut eine Welle des Protestes erzeugt, die dazu führte, dass Comichändler verschiedene Comics aus dem Programm nahmen. In mehreren Städten wurden Comics öffentlich verbrannt und Forderungen nach staatlicher Zensur wurden laut.
Die Zerstörung dutzender Negative von Bettie Page wurde durch einen Gerichtsbeschluss angeordnet. Der Nachdruck der noch verbleibenden Negative wurde unter Strafe gestellt.
Irving Klaw musste seinen Versandhandel mit BDSM- und Bondagefotografien beenden.

## Adaptionen
Der persönliche verbale Angriff des Senators Charles W. Tobey auf den Anwalt Moses Polakoff wurde im US-amerikanischen Film Meyer Lansky – Amerikanisches Roulette von 1999 nachgestellt.